# 異次元フェス アイドルマスター★♥ラブライブ!歌合戦
異次元フェス アイドルマスター★♥ラブライブ！歌合戦（いじげんフェス アイドルマスター ラブライブ うたがっせん）は、2023年（令和5年）12月9 - 10日に東京ドームで開催されたコンサート。
アイドル育成シミュレーションゲーム『アイドルマスターシリーズ』と、「スクールアイドル」の活躍を描くアニメ『ラブライブ!シリーズ』の、コラボレーションイベントである。
音楽と結びついたキャラクターコンテンツ同士をコラボさせる「異次元フェス」の第1弾として位置づけられている。

## 出演者

### アイドルマスターシリーズ

#### アイドルマスター シンデレラガールズ
Day1（2023年12月9日）
- 藍原ことみ（一ノ瀬志希 役）
- 五十嵐裕美（双葉杏 役）
- 髙野麻美（宮本フレデリカ 役）
- 中島由貴（乙倉悠貴 役）
- 飯田友子（速水奏 役）
- 井上ほの花（浅利七海 役）
- 上坂すみれ（アナスタシア 役）
- 洲崎綾（新田美波 役）
- 富田美憂（砂塚あきら 役）
- ルゥティン（塩見周子 役）
- 生田輝（ナターリア 役）
- 立花日菜（久川凪 役）
- 山下七海（大槻唯 役）

Day2（2023年12月10日）
- 大橋彩香（島村卯月 役）
- 福原綾香（渋谷凛 役）
- 原紗友里（本田未央 役）
- 佐藤亜美菜（橘ありす 役）
- 黒沢ともよ（赤城みりあ 役）
- 集貝はな（的場梨沙 役）
- 小市眞琴（結城晴 役）
- 今井麻夏（佐々木千枝 役）
- 春瀬なつみ（龍崎薫 役）
- 久野美咲（市原仁奈 役）
- 小森結梨（古賀小春 役）
- 中澤ミナ（佐城雪美 役）
- 花谷麻妃（遊佐こずえ 役）

#### アイドルマスター ミリオンライブ！
Day1（2023年12月9日）
- 山崎はるか（春日未来 役）
- 田所あずさ（最上静香 役）
- Machico（伊吹翼 役）
- 麻倉もも（箱崎星梨花 役）
- 小岩井ことり（天空橋朋花 役）
- 中村温姫（ロコ 役）
- 平山笑美（北上麗花 役）
- 渡部優衣（横山奈緒 役）

Day2（2023年12月10日）
- 愛美（ジュリア 役）
- 伊藤美来（七尾百合子 役）
- 木戸衣吹（矢吹可奈 役）
- 香里有佐（桜守歌織 役）
- 駒形友梨（高山紗代子 役）
- 末柄里恵（豊川風花 役）
- 南早紀（白石紬 役）
- 山口立花子（百瀬莉緒 役）

#### アイドルマスター シャイニーカラーズ
Day1（2023年12月9日）
- 礒部花凜（月岡恋鐘 役）
- 菅沼千紗（田中摩美々 役）
- 八巻アンナ（白瀬咲耶 役）
- 希水しお（三峰結華 役）
- 結名美月（幽谷霧子 役）
- 黒木ほの香（大崎甘奈 役）
- 前川涼子（大崎舐花 役）
- 芝崎典子（桑山千雪 役）
- 和久井優（浅倉透 役）
- 土屋李央（樋口円香 役）
- 田嶌紗蘭（福丸小糸 役）
- 岡咲美保（市川雛菜 役）
- 紫月杏朱彩（七草にちか 役）
- 山根綺（緋田美琴 役）

Day2（2023年12月10日）
- 関根瞳（櫻木真乃 役）
- 近藤玲奈（風野灯織 役）
- 峯田茉優（八宮めぐる 役）
- 河野ひより（小宮果穂 役）
- 白石晴香（園田智代子 役）
- 永井真里子（西城樹里 役）
- 丸岡和佳奈（杜野凛世 役）
- 涼本あきほ（有栖川夏葉 役）
- 田中有紀（芹沢あさひ 役）
- 幸村恵理（黛冬優子 役）
- 北原沙弥香（和泉愛依 役）
- 川口莉奈（斑鳩ルカ 役）
- 三川華月（鈴木羽那 役）
- 小澤麗那（郁田はるき 役）

### ラブライブ！シリーズ

#### ラブライブ！サンシャイン!!
出典
- 伊波杏樹（高海千歌 役）
- 逢田梨香子（桜内梨子 役）
- 諏訪ななか（松浦果南 役）
- 小宮有紗（黒澤ダイヤ 役）
- 斉藤朱夏（渡辺曜 役）
- 小林愛香（津島善子 役）
- 高槻かなこ（国木田花丸 役）
- 鈴木愛奈（小原鞠莉 役）
- 降幡愛（黒澤ルビィ 役）

#### ラブライブ！虹ヶ咲学園スクールアイドル同好会
出典
- 大西亜玖璃（上原歩夢 役）
- 相良茉優（中須かすみ 役）
- 前田佳織里（桜坂しずく 役）
- 久保田未夢（朝香果林 役）
- 村上奈津実（宮下愛 役）
- 鬼頭明里（近江彼方 役）
- 林鼓子（優木せつ菜 役）
- 指出毬亜（エマ・ヴェルデ 役）
- 田中ちえ美（天王寺璃奈 役）
- 小泉萌香（三船栞子 役）
- 内田秀（ミア・テイラー 役）
- 法元明菜（鐘嵐珠 役）
- 矢野妃菜喜（高咲侑 役）※応援出演

#### ラブライブ！スーパースター!!
出典
- 伊達さゆり（澁谷かのん 役）
- Liyuu（唐可可 役）
- 岬なこ（嵐千砂都 役）
- ペイトン尚未（平安名すみれ 役）
- 青山なぎさ（葉月恋 役）
- 鈴原希実（桜小路きな子 役）
- 薮島朱音（米女メイ 役）
- 大熊和奏（若菜四季 役）
- 絵森彩（鬼塚夏美 役）
- 結那（ウィーン・マルガレーテ 役）
- 坂倉花（鬼塚冬毬 役）

#### ラブライブ！蓮ノ空女学院スクールアイドルクラブ
出典
- 楡井希実（日野下花帆 役）
- 花宮初奈（乙宗梢 役）
- 野中ここな（村野さやか 役）
- 佐々木琴子（夕霧綴理 役）
- 菅叶和（大沢瑠璃乃 役）
- 月音こな（藤島慈 役）

#### スクールアイドルミュージカル
スクールアイドルミュージカルのキャストは、ゲストとしての出演となる。
- 堀内まり菜（椿ルリカ 役）
- 浅井七海（皇ユズハ 役）
- 杏ジュリア（北条ユキノ 役）
- 小山璃奈（天草ヒカル 役）
- 佐藤美波（三笠マーヤ 役）
- 関根優那（滝沢アンズ 役）
- 南野巴那（若槻ミスズ 役）
- 黒木美佑（来栖トア 役）
- 加藤夕夏（鈴賀レナ 役）
- 山本愛梨（春風サヤカ 役）
- 金子楓（アンサンブル）
- 鈴木まゆり（アンサンブル）
- 森田佳花（アンサンブル）
- 森本さくら（アンサンブル）
- 渡辺七海（アンサンブル）

### アンバサダー
出演する両シリーズのアンバサダーを、バーチャルライバーが務めた。
アイドルマスターシリーズ アンバサダー
ラプラス・ダークネス（ホロライブ所属）
ラブライブ！シリーズ アンバサダー
ドーラ（にじさんじ所属）